# Ahaetulla mycterizans
Ahaetulla mycterizans là một loài rắn trong họ Rắn nước. Loài này được Linnaeus mô tả khoa học đầu tiên năm 1758.
Loài này tìm thấy ở Tây bán đảo Malaysia, Java và Sumatra của Indonesia, Singapore, Thái Lan và có thể cả Lào ở độ cao 350 m. 